# Javorniški Rovt
Javorniški Rovt este o localitate din comuna Jesenice, Slovenia, cu o populație de 189 de locuitori.